# Торизмунд (остготи)
Торизмунд (Thorismund; † ок. 400 г.) е крал на остготите ок. 400 г.

## Произход и управление
Той е син на остготския крал Хунимунд, сина на Ерманарих. Хунимунд, описван като „голям герой с висша красота“, е наследен от много младия си син Торизмунд, който през втората година на царстването си (ок. 400 г.) побеждава блестящо съседните гепиди (може би в служба на хуните). Торизмунд скоро след това умира при падане от кон.
Следващ крал на остготите става Вандалар.